# Medvetenhet
Medvetenhet är att ha kunskap, insikt eller uppfattning om vem man är, vad man upplever, vad man tänker på och vad någonting innebär eller betyder för en själv och ibland även för andra. Att ha medvetenhet är att i vid mening känna till vad som rör sig i samtiden. Medvetenhet används ibland förenklat som synonym för självmedvetande, att vara medveten om sitt eget medvetande.
Att ta ett medvetet beslut betyder att man tänkt igenom vad beslutet innebär och vilka konsekvenser det kan ha. Att göra någonting omedvetet betyder att göra någonting utan kunskap om att man gör det, utan att tänka på det, eller utan att veta om det (jämför även undermedvetet).
Det man gör omedvetet kan man ibland bli medveten om medan det sker eller efter fullbordat faktum. Man har då en tendens att efterrationalisera sådana handlingar genom att omedvetet konstruera förklaringar som framställer dem som medvetet styrda. Det kan ses som en inbyggd lojalitet hos medvetandet som är nödvändig för att det ska kunna stå för hela jagets uppträdande.